# Bánh rế

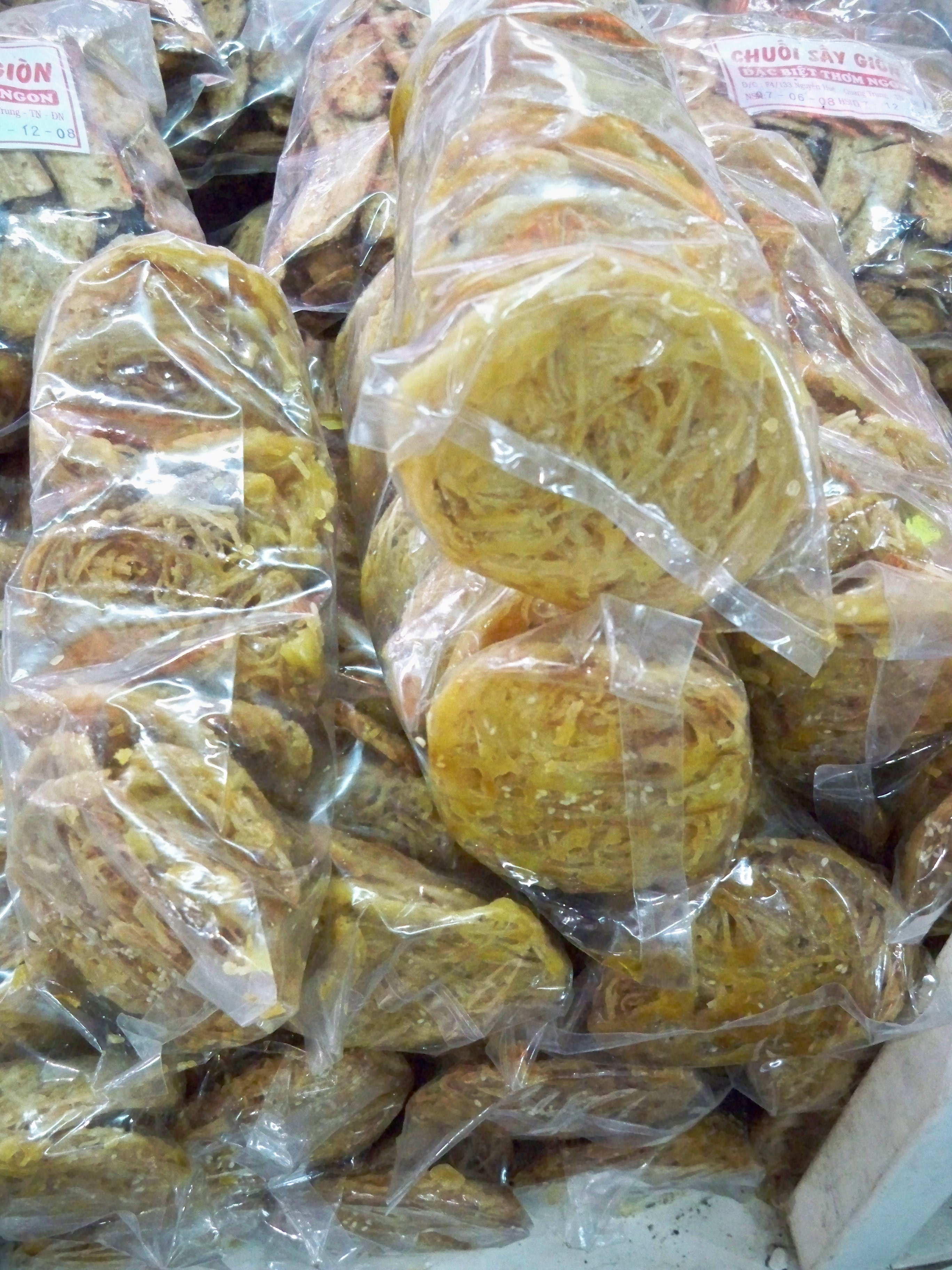
Bánh rế vàng

Bánh rế là loại bánh ngọt được làm bằng khoai lang và đường nấu chảy được tưới lên mặt bánh như cái rế. Tương tự như cách đặt tên của chả giò rế, bánh tráng rế...
Bánh là đặc sản của nhiều nơi như Sóc Trăng, Bình Định, Phan Rang, Phan Thiết...

## Màu sắc bánh
Bánh rế có 2 màu:
- Bánh có có màu nâu đỏ, hơi giống màu cánh gián, hình dáng giống thứ đồ mà người ta dùng để đặt xoong, nồi nhưng nhỏ nhắn hơn rất nhiều, với vô số những sợi rất mảnh xoắn xuýt, đan bện vào nhau. Bánh rế xuất xứ từ vùng Phan Thiết, Phan Rang. Loại này người dân làm từ khoai lang Dương Ngọc có giá cao hơn bánh rế làm từ khoai lang và khoai mì.

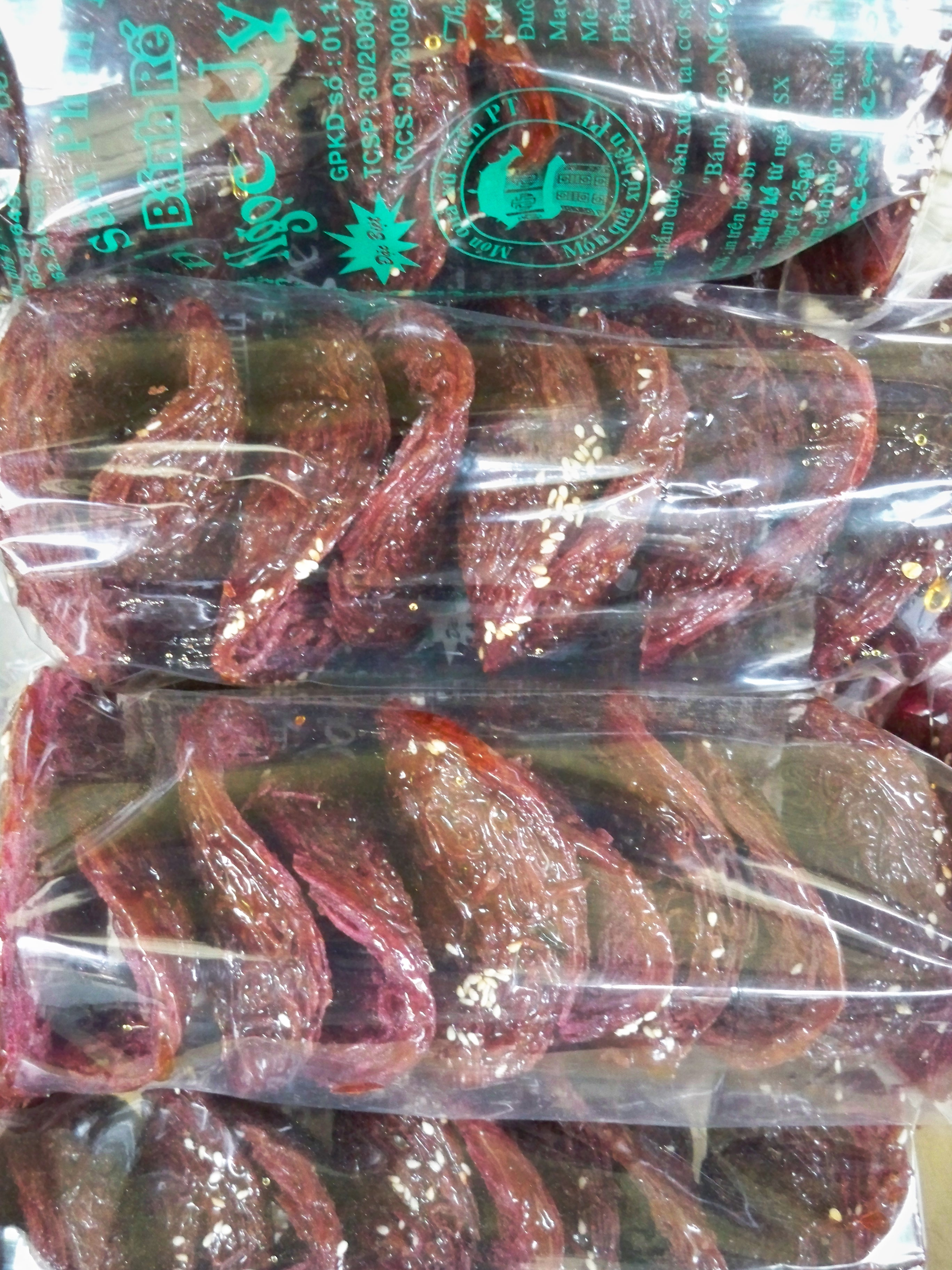
Bánh rế đỏ

- Bánh rế vàng: làm bằng khoai lang và khoai mì, màu vàng ươm như mật. Để làm bánh rế loại này, việc đầu tiên là lột củ mì (sắn), gọt vỏ củ khoai lang. Rồi sò (bào) thành sợi. Do quá mỏng và dài nên những sợi củ ấy quấn lấy nhau. Cái độc đáo của bánh nằm ở chỗ đó. Giá loại bánh này rẻ hơn bánh rế làm bằng khoai lang Dương Ngọc.

## Cách thực hiện
Cách thực hiện khá đơn giản
- Về phần khuôn bánh:Khuôn để đổ bánh tựa như là cái vá (môi) múc canh. Dầu phải đổ cả chảo cho ngập bánh và phải để cho sôi mới bỏ sợi củ lang, củ mì vào khuôn. Bỏ thật nhanh tay và cũng phải rất nhanh tay để ép từng búi sợi xuống khuôn và dàn cho thật mỏng. Rưới đường đã sên sẵn, ngay khi vừa vớt ra.

Những chiếc bánh được xếp chồng lên nhau, khi đã nguội, y hệt như đồ chơi con nít. Nhìn, rất thích mà ăn lại càng thích hơn. Bánh cho ta một hương vị rất là đặc biệt. Đó là sự hòa lẫn, quyện chặt của một hỗn hợp những hương vị: cái bùi bùi của tinh bột, cái beo béo của dầu, cái ngon ngọt của đường mật và không thể thiếu độ giòn tan.Bánh rế ngon là bánh rế giòn, không vỡ vụn và đặc biệt không ngọt quá.
- Chiên bánh

Để làm bánh rế mì, từ củ mì tươi sau khi đã lột vỏ, người ta xắt dài nhỏ như cộng rạ cỡ 3–5 cm. Dùng một chảo con có lòng sâu và một lò than nhỏ, chế dầu dừa vào chảo một ít, khi dầu bắt đầu sôi người ta cho vào chảo dầu chừng một nắm củ mì đã được xắt nhỏ như đã nói, dùng một vá có cán dài, lòng vá sâu tròn, và một đôi đũa, lấy đũa vạch mì cộng cho đều trong lòng chảo, rồi dùng lưng vá để đè các cộng mì sát xuống lòng chảo. Dầu làm cho mì chín kết đính vào nhau, sau trở màu vàng là đã chín. Dùng đũa vớt ra ngoài, tiếp tục chế thêm ít dầu nữa rồi chiên cái khác.
- Sên đường

Nhờ chảo nhỏ có lòng sâu nên bánh cũng có hình thù như chảo và giống cái rế mà nông dân ta thường dùng lót các nồi niêu nên gọi là bánh rế. Chiên hết số sợi mì đã thành bánh rế xong, thì dùng một chảo khác có đường và ít nước được bắc lên lò lửa. Đường chảy ra, người ta từ từ lấy từng bánh một nhúng lưng bánh vào chảo đường rồi lấy ra làm cái khác, cho đến khi cả rổ bánh được ngào đường mới thôi. Nhờ có chiên dầu nên bánh rế vừa giòn, vừa béo, vừa thơm, vừa ngọt.
- Thành phẩm

Người ta phơi khô cho ráo đường, cho vào bịch, mỗi bịch từ 5 đến sáu cái xếp đều đặn lên nhau.